# Audiologia
L'audiologia è la branca medica specialistica che si occupa dei disturbi dell'apparato uditivo e vestibolare. Il termine è composto dal latino audire ("sentire") e dal greco antico λόγος?, logos ("studio").
In affiancamento alla foniatria si occupa della fisiopatologia della comunicazione umana: diagnosi, trattamento medico-riabilitativo e protesico delle turbe della parola, del linguaggio, degli apprendimenti scolastici, della voce, della disfagia, dei disturbi dell'udito e dell'equilibrio.
Altre figure professionali laureate non mediche che collaborano alla valutazione e terapia protesica nei disturbi uditivi sono l'audioprotesista e l'audiometrista.

## Patologie trattate
- Afasie.
- Disfonie.
- Disfemie (balbuzie, tachilalie, tumultus sermonis).
- Disartria.
- Disturbi del linguaggio primari e secondari (ritardi mentali).
- Deglutologia.
- Dislalie.
- Disturbi della comunicazione scritta (turbe della letto-scrittura).
- Sordità, in particolare dell'età evolutiva.
- Turbe dell'equilibrio.